# Ан-8
Ан-8 (за кодифікацією НАТО: Camp — «Табір») — військово-транспортний літак, розроблений в ДКБ ім. О. К. Антонова. Призначений для перевезення різних вантажів, посадкового та парашутного десантування повітряно-десантних військ з наданою їм технікою і озброєнням, а також для перевезення поранених.

## Історія
Розробка дводвигунового літака Ан-8 почалася в АНТК ім. О. К. Антонова в січні 1954 року згідно з Постановою РМ СРСР № 2922—1251 від 11 грудня 1953 року та наказом МАП № 278 від 23 грудня 1953 року. Головним конструктором був призначений А. Я. Білолипецький. Для роботи над проєктом в АНТК ім. О. К. Антонова був переведений ряд фахівців з інших КБ. У квітні 1954 року до них додався великий випуск студентів Харківського авіаційного інституту. Велику допомогу надав також авіаконструктор Р. Л. Бартіні (зокрема він сконструював підлогу вантажної кабіни).
Спочатку передбачалося встановити на літаках двигуни ТВ-2Ф, пізніше ТВ-2Т. Роботи по проєкту транспортного літака просувалися швидше, ніж пасажирського, а незабаром розробка проєкту останнього була взагалі припинена. Ескізний проєкт транспортного літака був готовий в липні 1954 року. При роботі над проєктом конструкторам довелося вирішити ряд складних проблем, пов'язаних з десантуванням вантажів. 25 жовтня 1954 макетній комісії замовника був пред'явлений макет з двома варіантами силової установки: з турбогвинтовим двигуном ТВ-2Т і турбореактивним двигуном АЛ-7. Потім на Київському авіаційному заводі «АВІАНТ» почалося виготовлення першого прототипу, яке завершилося в грудні 1955 року. Перший політ Ан-8 здійснив 11 лютого 1956 року, за штурвалом якого знаходилися льотчики-випробувачі: командир, Герой Радянського Союзу Я. І. Верников і другий пілот В. П. Васин, з аеродрому Святошино. Перша публічна демонстрація літака відбулася 18 серпня 1956 року, дослідний Ан-8 взяв участь у повітряному параді над Тушино спільно з іншою новинкою радянської авіатехніки Ту-104. З 2 жовтня по 27 листопада пройшли державні випробування літака. На випробуваннях була виявлена недостатня статична стійкість і керованість літака на посадці при бічному вітрі, мимовільні автоколивання при прямолінійному польоті, погана робота двигунів на висотах понад 6000 м.
Замість ТВ-2Т було запропоновано встановити двигуни АІ-20, але їх потужності було явно недостатньо. Однак O.Г. Івченко запропонував форсувати АІ-20, довівши його потужність до 5180 к.с. У липні-жовтні 1957 року були поведені роботи з установки на прототипі двигунів АІ-20Д. Заводські випробування було завершено 21 листопада. Паралельно в АНТК ім. О. К. Антонова була допрацьована конструкція літака: на 0,8 м збільшений розмах крил, встановлені кіль від Ан-10 і протиштопорні інтерцептори, посилено фюзеляж. У тому ж році Ташкентський авіаційний завод розпочав серійне виробництво літака під позначенням Ан-8. Для забезпечення ефективності виробництва на заводі була створена філія АНТК ім. О. К. Антонова (наказ ГКАТ від 29 липня 1959 року). Перший серійний Ан-8 вийшов з воріт складального цеху в серпні 1958 року. 20 червня 1959 почалися заводські, а 7 серпня — державні випробування серійного Ан-8. Випробування завершилися 30 жовтня з позитивним результатом. У тому ж році літак прийнятий на озброєння ВТА. Але доведення тривали і після цього.
Ан-8 серійно вироблявся на Ташкентському авіаційному заводі в 1958–1961 роках. Всього було випущено 151 літак. З 1959 року літак Ан-8 став надходити на озброєння військово-транспортної авіації, де експлуатувався до 1970 року. До того часу було списано 80 машин, а інші перейшли до підрозділів інших родів військ і різних міністерств. 1997 року в експлуатації перебували 5 літаків в авіакомпаніях Росії, які здійснюють комерційні перевезення в державах Близького Сходу, тоді як використання Ан-8 над РФ вже було заборонено. 2004 року АНТК ім. О. К. Антонова відмовилося від будь-якої відповідальності за стан літаків, які ще перебували в експлуатації, фактично припинивши їх легальне використання. Однак, в Африці Ан-8 здійснювали комерційні рейси і після цього: у січні 2005 року в Конго зазнав аварії літак цього типу.

## Обладнання
Бомбардувальне озброєння включає в себе освітлювальні авіабомби: чотири ФОТАБ-100-80 на касетних утримувачах в носовій частині обтічників шасі і шість ЦОСАБ-10 на утримувачах в хвостовій частині. До складу гарматного озброєння входять: кормова вежа з двома 23-мм гарматами АМ-23, електродистанційна система управління вежею і прицільно-обчислювальний блок.
До складу обладнання входили фотокамери для денних і нічних зйомок.
Десантно-транспортне обладнання забезпечує розміщення особового складу ПДВ у вантажній кабіні і парашутне десантування, а також кріплення вантажів і техніки та їх скидання. Навантаження та розвантаження самохідної техніки здійснюється своїм ходом з використанням вантажних трапів (перевозяться на борту), несамохідної — з використанням тросової системи за допомогою тягача або електролебідки.

## Технічний опис[1]
Ан-8 побудований за аеродинамічною схемою вільнонесучого високоплана. Конструкція суцільнометалева. Фюзеляж типу напівмонокок. Перетин фюзеляжу в середній частині прямокутний із закругленими кутами і закругленою верхньою частиною. Крило пряме, дволонжеронне, трапецієвидне в плані. Механізація крила складається з двощілинних закрилків і двосекційних елеронів. Шасі трьохопорне, з носовою керованою стійкою, забирається у фюзеляж. Пневматики низького тиску, дозволяють літаку базуватися на ґрунтових аеродромах. Силова установка складається з 2 турбогвинтових двигунів АІ-20Д з чотирилопатевими флюгованими гвинтами АВ-68Д. У лівому обтічнику шасі встановлений турбоагрегат ТГ-16. Кабіна екіпажу герметична з частковим бронюванням. Вантажна кабіна негерметизована. У хвостовій частині розташований вантажний люк розміром 2950×740 мм. Для завантаження несамохідної техніки встановлена лебідка БЛ-52. Для забезпечення групового викидання вантажів може встановлюватися транспортер П95-Т. Запас палива розміщений у 20 крилових м'яких паливних баках загальним обсягом 13080 л.

## Модифікації
- Ан-8П — прототип військово-транспортного. Відрізнявся двигунами ТВ-2Т потужністю 6250 е.л.с. з гвинтами АВ-58, наявністю предкрилка. Перший політ 11 лютого 1956. 1957 року встановлено двигуни АІ-20Д.
- Ан-8Т — літак-паливовіз. Відрізнявся двома цистернами по 5300 л для палива і системою пожежогасіння у вантажному відсіку. Замість цистерн могли встановлюватися спец'ємкості для окисника на основі азотної кислоти або для рідкого кисню. 1959 року переобладнано 1 літак. Через проблеми пожежонебезпеки і токсичності залишився в єдиному екземплярі.
- Ан-8Н — пасажирський варіант літака, роботи були припинені на стадії натурного макета. Відрізнявся подовженим герметичним фюзеляжем круглого перетину із салоном на 57 пасажирів.
- Ан-8ПС — пошуково-рятувальний, призначався для виявлення та надання допомоги людям, що зазнали лиха на морі або в важкодоступній місцевості, робота не вийшла зі стадії ескізного проєктування. Розроблявся в 1959–1964 роках.
- Ан-8 — передсерійний. Відрізнявся двигунами АІ-20Д, кілем від Ан-10. 1957 року виготовлено 5 літаків. Перший політ в грудні 1958 року.
- Ан-8 — серійний. Відрізнявся укороченим на 480 мм кілем.
- Ан-8ПЛО (Ан-8М) — протичовновий (проєкт). Відрізнявся РЛС «Ініціатива-2». Розроблявся в 1958–1964 роках.
- Ан-8РУ — літак з пороховими прискорювачами СПРД-159. Злітна маса збільшена до 42 т. 1963 року на Ташкентському авіаційному заводі переобладнаний 1 літак.
- Ан-8Ш — літак для підготовки штурманів (проєкт). Відрізнявся 18 робочими місцями штурманів в салоні (2 інструктора і 16 учнів). Розроблявся в 1959–1964 роках.

## Технічні характеристики

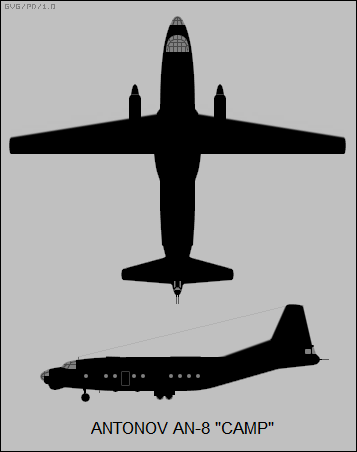
Ан-8

Джерело: 
Основні характеристики
- Екіпаж: 5-6 осіб
- Пасажиромісткість: 40 парашутистів
- Довжина:
- Висота: 10,05 м
- Розмах крила: 37,00 м

- Площа крила: 117,20 м
- Крило у плані: трапецевидне
- Нормальна злітна маса: 38000 кг
- Максимальна злітна маса: 41000 кг
- Корисне навантаження: 11000 кг
- Маса палива у внутрішніх баках: 13080 л
- Силова установка: 2 × Турбогвинтовий АІ-20Д  5180 к.с. ( 3810 кВт)
- Повітряний гвинт: АВ-68Д
- Діаметр гвинта: 4,50 м

Льотні характеристики
- Крейсерська швидкість: 450 км/год
- Практична дальність: 850 км
- Перегінна дальність: 4410 км
- Довжина розгону: 775 м
- Довжина пробігу: 590 м

Озброєння
- Стрілецько-гарматне: АМ-23
- Бомби: ФОТАБ-100-80, ЦОСАБ-10

## Катастрофи
За даними на лютий 2011 року було втрачено 19 літаків типу Ан-8.
| Дата     | Бортовий номер | Місце катастрофи               | Жертви | Короткий опис |
| -------- | -------------- | ------------------------------ | ------ | --- |
| 15.10.59 |                | поблизу м.Тула                 | ?/?    | Розбився. |
| 16.09.64 | 55517          | Київ-Гостомель                 | ?/?    | Розбився на злеті під час випробувань.                                                                                         |
| 10.10.75 | 69316          | Свердловськ, нині Єкатеринбург | ?/?    | На злеті загорівся один двигун.                                                                                                |
| 30.08.77 | 48094          | поблизу м.Братськ              | ?/?    | Неполадки із приладами. |
| 09.08.79 | 69314          | Москва, аеропорт Домодєдово    | ?/?    | При посадці зламалося шасі, що призвело до загоряння літака.                                                                   |
| 03.79    | 27205          | Арсеньєв-Варфоломєєвка         | ?/?    | Зіткнувся з деревами на краю аеродрому через відмову гальм під час рулювання.                                                  |
| 15.06.83 | 69336          | Харків                         | ?/?    | Загорівся один двигун. |
| 27.09.88 | 48101          | поблизу м. Козельськ           | 5/5    | Через витік палива загорівся один двигун. Пожежа перекинулась на крило, що спричинило його відрив.                             |
| 20.11.88 | 26183          | Єреван                         | ?/?    | Помилка екіпажу. |
| 11.11.90 | 69320          | Новосибірськ                   | 9/10   | Вийшли з ладу обидва двигуни.                                                                                                  |
| 16.05.91 | 13330          | Іркутськ                       | 1/7    | |
| 29.10.92 | 69346          | Чита                           | 13/14  | Вийшов з ладу перший двигун |
| 12.12.93 | 13323          | Єреван                         | 0/8    | Виїхав за межі злітної смуги                                                                                                   |
| 29.09.94 | 59504          | Еліста                         | 0/24   | Одразу після злету виявили пожежу у вантажному відділі. Пожежа пошкодила гідравлічну систему, що призвело до жорсткої посадки. |
| 30.09.94 | 27209          | Чайбуха                        | 8/20   | |
| 06.12.94 | D2-FVA         | Дунда                          | 0/6    | |
| 12.03.98 | EL-ALE         | Могадішо                       | ?/?    | |
| 19.04.00 | TL-ACM         | Пепа                           | 24/24  | Розбився при злеті. |
| 22.01.05 | EL-WVA         | Конголо                        | 0/10   | |